# Výlet do hor (Akta X)
Výlet do hor (v anglickém originále Field trip) je jednadvacátá epizoda šesté série amerického sci-fi seriálu Akta X. Premiéru měla na televizní stanici Fox 9. května 1999.
Scénář epizody napsali Frank Spotnitz, Vince Gilligan a John Shiban. O režii se postaral Kim Manners. Hlavními postavami seriálu jsou zvláštní agenti FBI Fox Mulder (David Duchovny) a Dana Scullyová (Gillian Andersonová), kteří pracují na případech spojených s paranormálními jevy, tzv. Akty X.
V této epizodě se Mulder a Scullyová zabývají dvěma kostrami nalezené poblíž Hnědé hory v Severní Karolíně. Během vyšetřování se však agenti stanou kořistí tamní přírody.

## Děj
V Severní Karolíně jsou nalezeny dvě kostry patřící mladému páru Angele a Wallace Schiffovým. Když se však Mulder zajde podívat k místu nálezu těchto koster, zahlédne samotného Wallace Schiffa, jak utíká do jeskyně. Mulder běží za ním a tam mu Wallace vysvětlí, že kostry nepatří ani jemu, ani Angele. Podle něj byl on i Angela uneseni mimozemšťany a kostry jsou falešné. Zanedlouho pronikne do jeskyně světlo z mimozemské lodě, která vrátí Angelu zpět. Scullyová zatím zkoumá látku, která byla na kostrách nalezena. Dozví se, že nalezení těchto koster není v této oblasti poprvé a rozhodne se jet do hor za Mulderem, kde ho však nemůže najít. Najde ho až u něj v bytě, společně s Angelou a Wallacem. Mulder ji ukáže mimozemšťana, kterého unesl. Zanedlouho však jeho vidění pohlcuje žlutý výměšek a vyjde najevo, že Mulder je ve skutečnosti pod zemí paralyzovaný touto látkou. Když se jej Scullyová s pomocí koronera snaží najít, najdou další kostru, o které se prokáže, že patří Mulderovi. Scullyová dojde na smuteční hostinu do Mulderova bytu, ale nevěří, že je mrtvý a je přesvědčena, že je za tím něco jiného. To se ji potvrdí, když Mulder na hostinu sám dojde. Scullyová si vzpomene na houby, které byly v místech, kde byly kostry nalezeny a domnívá se, že oba dva trpí halucinacemi. To oba dva popudí k tomu, aby se ze země, kde jsou tráveni tímto organizmem, vykopali. Když ale podávají místořediteli Skinnerovi zprávu o případu, Mulder pochybuje o realitě a náhlému nepůsobení této halucinogenní látky. Ukáže se, že pořád jsou pod zemí tráveni tímto houbovitým organizmem, ale na místě už je vyšetřovací tým, který agenty nalezne a vysvobodí.